# Evacanthus nigrescens
Evacanthus nigrescens är en insektsart som beskrevs av Jacobi 1943. Evacanthus nigrescens ingår i släktet Evacanthus och familjen dvärgstritar. Inga underarter finns listade i Catalogue of Life.